# Romain Di Giantommaso
Romain Di Giantommaso (* 25. Mai 1994 in Montpellier) ist ein französischer Beachvolleyball- und ehemaliger Volleyballspieler. Er gewann vier Mal in Folge die französische Meisterschaft im Sand.

## Karriere

### Karriere Halle
Der Zuspieler betrieb seinen Sport zehn Jahre unter dem Hallendach, zunächst in Saint-Gély-du-Fesc und anschließend bei Montpellier UC. Größter Erfolg war der Bronzerang im Landespokal in der Saison 2012/13. In der Meisterschaft wurde der Verein aus der Stadt an der französischen Mittelmeerküste im gleichen Jahr Neunter. In den folgenden drei Spielzeiten belegte das Team den elften Rang. 2016 beendete Di Giantommaso seine Hallenkarriere.

### Karriere Beach
Gemeinsam mit Tanguy Lomba nahm Di Giantommaso 2011 an den U18-Europameisterschaften teil. Zwei Jahre später erreichte er mit Maxime Thiercy das Achtelfinale bei der nächsthöheren Altersstufe. 2014 und 2015 gelangen den Franzosen ihre größten Erfolge im Juniorenbereich. Bei der Weltmeisterschaft der unter Einundzwanzigjährigen wurden sie mit Bronze belohnt, bei der U22-EM standen sie im Finale. Nicht ganz so gut lief es für die beiden auf der FIVB World Tour. Das Überstehen der Qualifikation beim Grand Slam in Long Beach 2016 sowie das Erreichen der Runde der letzten Sechzehn beim Drei-Sterne-Event auf Kish Island eine Saison später waren die besten Resultate. Umso erfolgreicher war das Duo bei den französischen Meisterschaften. Sowohl 2015 als auch 2016 und 2017 standen sie auf der obersten Stufe des Podests. Bei der Beachvolleyball-Europameisterschaft 2017 in Jūrmala erreichten Di Giantommaso/Thiercy das Achtelfinale, in dem sie gegen die Norweger Mol/Sørum ausschieden. Ende 2017 bildeten Olivier Barthélémy und Romain Di Giantommaso ein Beachpaar. Mit seinem neuen Partner konnte der aus der Region Okzitanien stammende Athlet das Ergebnis der World Tour Veranstaltung im Iran aus dem Vorjahr bestätigen. Beim Zonal Volleyball Association of the Western European countries (WEVZA) Tour Event in Ravenna bezwangen sie im Halbfinale die Deutschen Dollinger / Erdmann und im anschließenden Endspiel auch Caminati / Rossi. 2018 wurden sie bei den Universitätsweltmeisterschaften in München Sechste.
Ebenfalls 2018 konnte Di Giantommaso seinen Landesmeistertitel ein weiteres Mal verteidigen, diesmal mit Jérémy Silvestre an seiner Seite. Das Duo siegte außerdem auf der FIVB World Tour beim Ein-Stern-Turnier in Siófok und eroberte den geteilten neunten Rang des Drei-Sterne-Wettbewerbs in Qinzhou sowie den geteilten fünften Rang des Drei-Sterne-Wettbewerbs in Haiyang. Nachdem er 2019 und 2020 nur wenige Turniere bestritten hatte, gewann der in Montpellier geborene Sportler mit  Quincy Ayé ein Spieljahr später zwei nationale Turniere und erreichte beim Championnat de France Beach Volley Senior noch einmal das Viertelfinale. Seit 2022 spielt er vorrangig mit Hugo Alimi bei nationalen Veranstaltungen.

## Privates
Im gleichen Verein, in dem sein Sohn seine erfolgreichste Zeit im Hallenvolleyball verbracht hatte, war Vater Guy Di Giantommaso in den Spielzeiten 1973 bis 1975 und 1984/85 aktiv. Er war mehrfacher Nationalspieler und Kapitän der Equipe les Bleus. Später wurde er Manager der Beachvolleyball-Nationalmannschaft seines Heimatlandes.